# Wyroby hutnicze

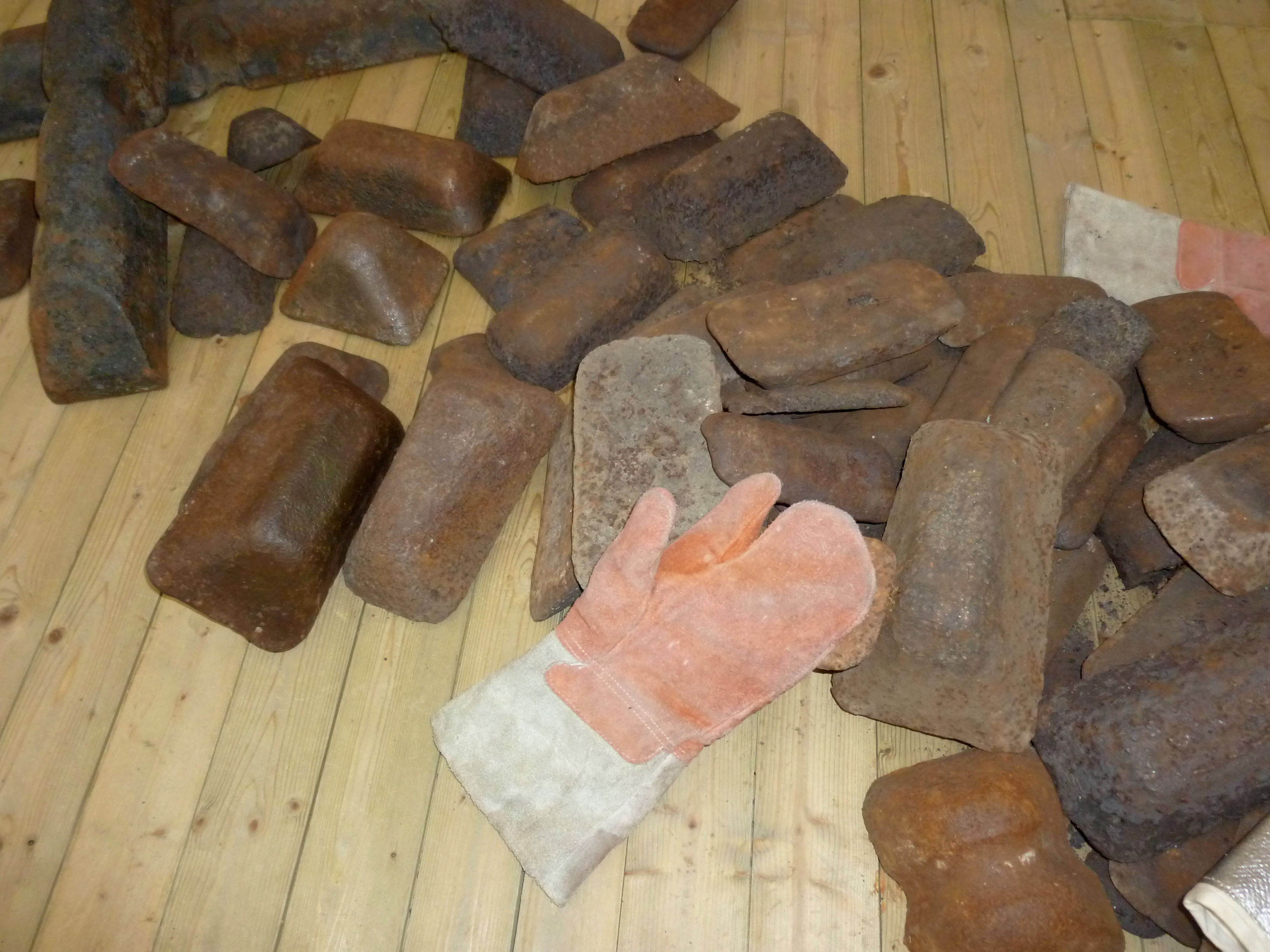
Gąski surówki hutniczej

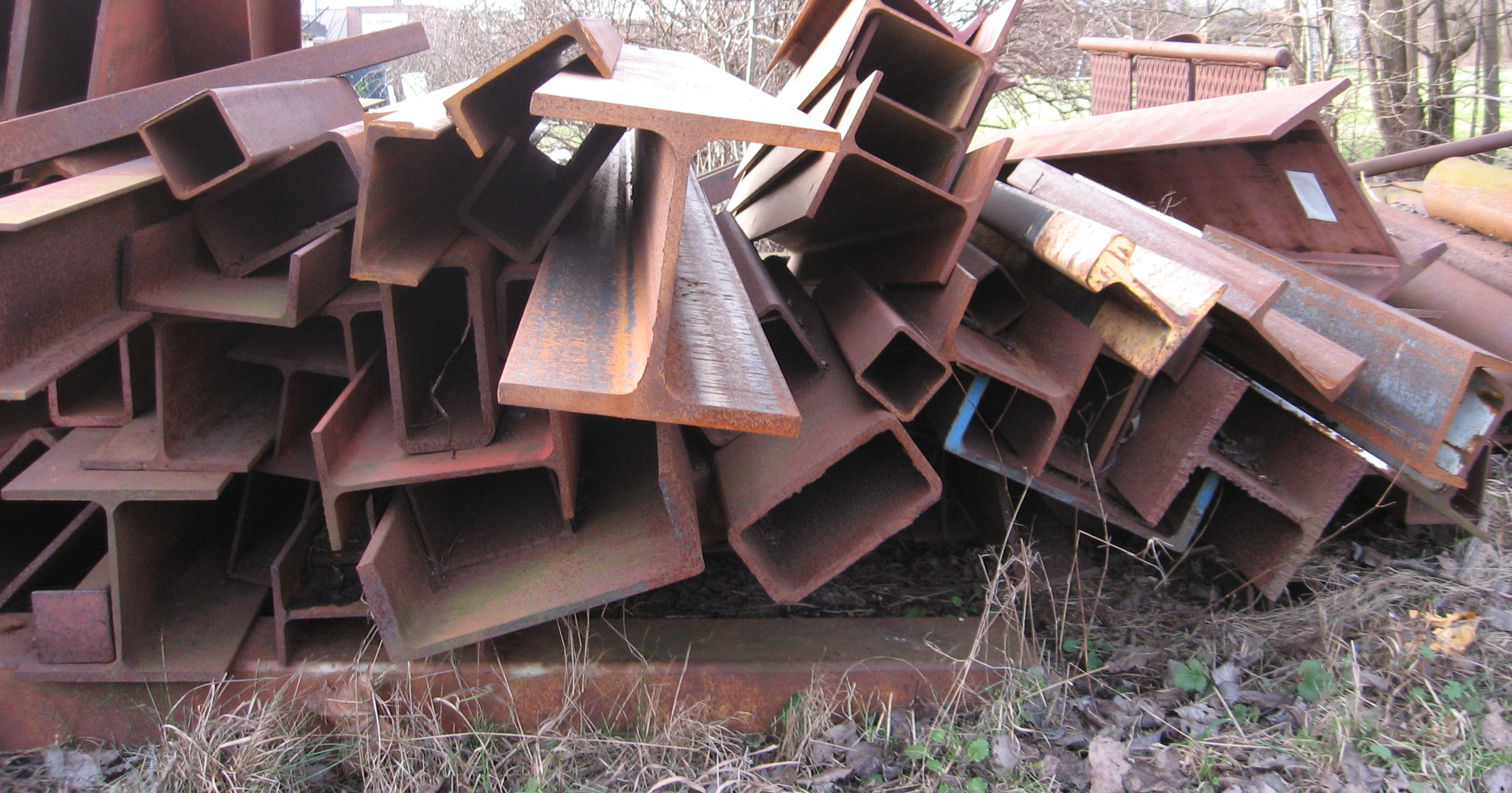
Kształtowniki stalowe

Wyroby hutnicze – to asortyment wyrobów stalowych, innych metali i stopów metali, produkowany przez huty i zakłady metalurgiczne.
Metale i stopy przeznaczane do odlewania lub obróbki plastycznej produkowane są w postaci:
- sztab (gąsek)
- kęsów i kęsisk
- śrutu
- lasek

Wyroby po obróbce plastycznej produkowane są w postaci:
- blach
- taśm
- prętów
- drutów
- profilów hutniczych
  - kątowników
  - ceowników
  - teowników
  - dwuteowników
  - zetowników
  - rur
  - innych niesklasyfikowanych profili np. na maszty łodzi żaglowych itp.